# Singapur International
Die Singapur International, auch Singapore Satellite, Cheers Asian Satellite oder Singapore International Challenge betitelt, sind offene internationale Meisterschaften im Badminton von Singapur. Mit der Austragung dieser Meisterschaft neben den Singapore Open wird der Bedeutung der Sportart Badminton im Land und international Rechnung getragen.

## Die Sieger
| Jahr      | Herreneinzel                  | Dameneinzel              | Herrendoppel                                     | Damendoppel                                    | Mixed                                          |
| --------- | ----------------------------- | ------------------------ | ------------------------------------------------ | ---------------------------------------------- | ---------------------------------------------- |
| 1999      | Sairul Amar Ayob              | Yuli Marfuah             | Ade Lukas Hermono Yuwono                         | Ang Li Peng Chor Hooi Yee                      | Lim Pek Siah Pang Cheh Chang                   |
| 2000      | nicht ausgetragen             | nicht ausgetragen        | nicht ausgetragen                                | nicht ausgetragen                              | nicht ausgetragen                              |
| 2001      | Jason Wong                    | Li Li                    | Ade Lukas Andreas Setiawan                       | Ge Fei Qian Hong                               | Sun Jun Ge Fei                                 |
| 2002      | Ronald Susilo                 | Li Li                    | Donny Prasetyo Denny Setiawan                    | Ang Li Peng Lim Pek Siah                       | Anggun Nugroho Monica Permadi                  |
| 2003      | Ronald Susilo                 | Li Li                    | Hendri Kurniawan Saputra Denny Setiawan          | Jiang Yanmei Li Yujia                          | Hendri Kurniawan Saputra Li Yujia              |
| 2004      | Lee Yen Hui Kendrick          | Li Li                    | Lin Woon Fui Fairuzizuan Tazari                  | Endang Nursugianti Rani Mundiasti              | Pribadi Endang Nursugianti                     |
| 2005      | Jeffer Rosobin                | Li Li                    | Ng Kean Kok Hong Chieng Hun                      | Jiang Yanmei Li Yujia                          | Hendri Kurniawan Saputra Li Yujia              |
| 2006      | Jeffer Rosobin                | Maria Kristin Yulianti   | Yoga Ukikasah Yonathan Suryatama Dasuki          | Nitya Krishinda Maheswari Nadya Melati         | Lingga Lie Devi Tika Permatasari               |
| 2007      | Tan Chun Seang                | Jun Jae-youn             | Khoo Chung Chiat Chang Hun Pin                   | Ha Jung-eun Kim Min-jung                       | Cho Gun-woo Kim Min-jung                       |
| 2008      | Ahn Hyun-suk                  | Porntip Buranaprasertsuk | Fernando Kurniawan Lingga Lie                    | Shinta Mulia Sari Yao Lei                      | Ricky Widianto Yao Lei                         |
| 2009      | Shon Seung-mo                 | Bae Yeon-ju              | Heo Hoon-hoi Lee Jae-jin                         | Kim Jin-ock Jung Kyung-eun                     | Lee Jae-jin Kim Jin-ock                        |
| 2010      | Hong Seung-ki                 | Chen Jiayuan             | Albert Saputra Rizki Yanu Kresnayandi            | Yim Jae-eun Lee Se-rang                        | Yohan Hadikusumo Wiratama Tse Ying Suet        |
| 2011      | Kazuteru Kozai                | Xing Aiying              | Agripina Prima Rahmanto Markus Fernaldi Gideon   | Aya Shimozaki Emi Moue                         | Danny Bawa Chrisnanta Vanessa Neo Yu Yan       |
| 2012      | Sitthikom Thammasin           | Xing Aiying              | Liang Jui-wei Liao Kuan-hao                      | Asumi Kugo Megumi Yokoyama                     | Tseng Min-hao Lai Chia-wen                     |
| 2013      | Derek Wong Zi Liang           | Rawinda Prajongjai       | Chen Chung-jen Wang Chi-lin                      | Shinta Mulia Sari Yao Lei                      | Vasin Nilyoke Chayanit Chaladchalam            |
| 2014      | Loh Kean Yew                  | Supanida Katethong       | Huang Po-jui Lu Ching-yao                        | Naoko Fukuman Kurumi Yonao                     | Terry Hee Tan Wei Han                          |
| 2015      | Iskandar Zulkarnain Zainuddin | Gregoria Mariska Tunjung | Terry Hee Loh Kean Hean                          | Apriani Jauza Fadhila Sugiarto                 | Hafiz Faizal Shella Devi Aulia                 |
| 2016      | Satheishtharan Ramachandran   | Asty Dwi Widyaningrum    | Goh Sze Fei Nur Izzuddin                         | Suci Rizky Andini Yulfira Barkah               | Yantoni Edy Saputra Marsheilla Gischa Islami   |
| 2017      | Loh Kean Yew                  | Ruselli Hartawan         | Kenas Adi Haryanto Mohamed Reza Pahlevi Isfahani | Nisak Puji Lestari Rahmadhani Hastiyanti Putri | Andika Ramadiansyah Mychelle Chrystine Bandaso |
| 2018      | Krishna Adi Nugraha           | Choirunnisa              | Yonny Chung Tam Chun Hei                         | Ng Tsz Yau Yuen Sin Ying                       | Yeung Ming Nok Ng Tsz Yau                      |
| 2019 2024 | nicht ausgetragen             | nicht ausgetragen        | nicht ausgetragen                                | nicht ausgetragen                              | nicht ausgetragen                              |
| 2025      | Zaki Ubaidillah               | Ruzana                   | Raymond Indra Nikolaus Joaquin                   | Jang Eun-seo Lee Seo-jin                       | Bobby Setiabudi Melati Daeva Oktavianti        |